# 信息保障
信息保障（英語：Information assurance，簡稱：IA）是為了確保信息和有關使用風險的管理實踐，而使用的信息或數據的處理，儲存，傳輸，系統與流程。

## 簡述
信息保障是有關信息安全的領域，它主要是保護信息系統和它有關的內容。除了防止駭客和電腦病毒之外，也要具有保密性、完整性、可用性，還有在受到攻擊後的可修復性。

## 参見
- 信息安全
- 信息系統